# 梅賽德斯·索薩
艾蝶伊·梅賽德斯·索薩（西班牙語：Haydée Mercedes Sosa，1935年7月9日—2009年10月4日），生於阿根廷圣米格尔-德图库曼，民謠歌手，被人稱為黑女士（西班牙語：La Negra），是阿根廷新民歌運動（西班牙語：Nueva canción）的重要人物。

## 生平
1950年，在她15歲時，贏得一場歌唱競賽，獲得當地電台的合約，開始歌唱表演生涯。1959年，推出首張個人專輯，《扎弗拉之聲》（La Voz de la Zafra）。1965年，參加科斯金國家民謠祭（Cosquín National Folklore Festival）之後，成為阿根廷國內著名的歌手。
1967年，梅賽德斯展開美國及歐洲的巡迴演出。

## 外部連結
- 梅賽德斯·索薩首頁 （页面存档备份，存于）（西班牙文）